# Jordan Stevens
Jordan Stevens, född 25 mars 2000, är en engelsk fotbollsspelare (mittfältare) som spelar för Ilkeston Town.

## Karriär
Stevens inledde sin karriär med Forest Green Rovers, för vilka han debuterade i september 2017. Han hann dock bara spela 14 matcher för klubben innan han den 1 februari 2018 värvades till Leeds Uniteds U23-lag och skrev på ett 18-månaderskontrakt. Den 19 januari 2019 gjorde han sin seniordebut för Leeds, då han blev inbytt i en bortamatch mot Stoke City. Han spelade också regelbundet för U23-laget, som säsongen 2018/2019 vann den nationella Professional Development League.
Den 8 januari 2021 lånades Stevens ut till League Two-klubben Bradford City på ett låneavtal över resten av säsongen 2020/2021. Den 31 augusti 2021 värvades Stevens av League Two-klubben Barrow, där han skrev på ett tvåårskontrakt.
Den 3 mars 2023 värvades Stevens av National League-klubben Yeovil Town, där han skrev på ett kontrakt fram till sommaren 2024. I september 2024 värvades Stevens av Northern Premier League Premier Division-klubben Ilkeston Town.